# John Spek

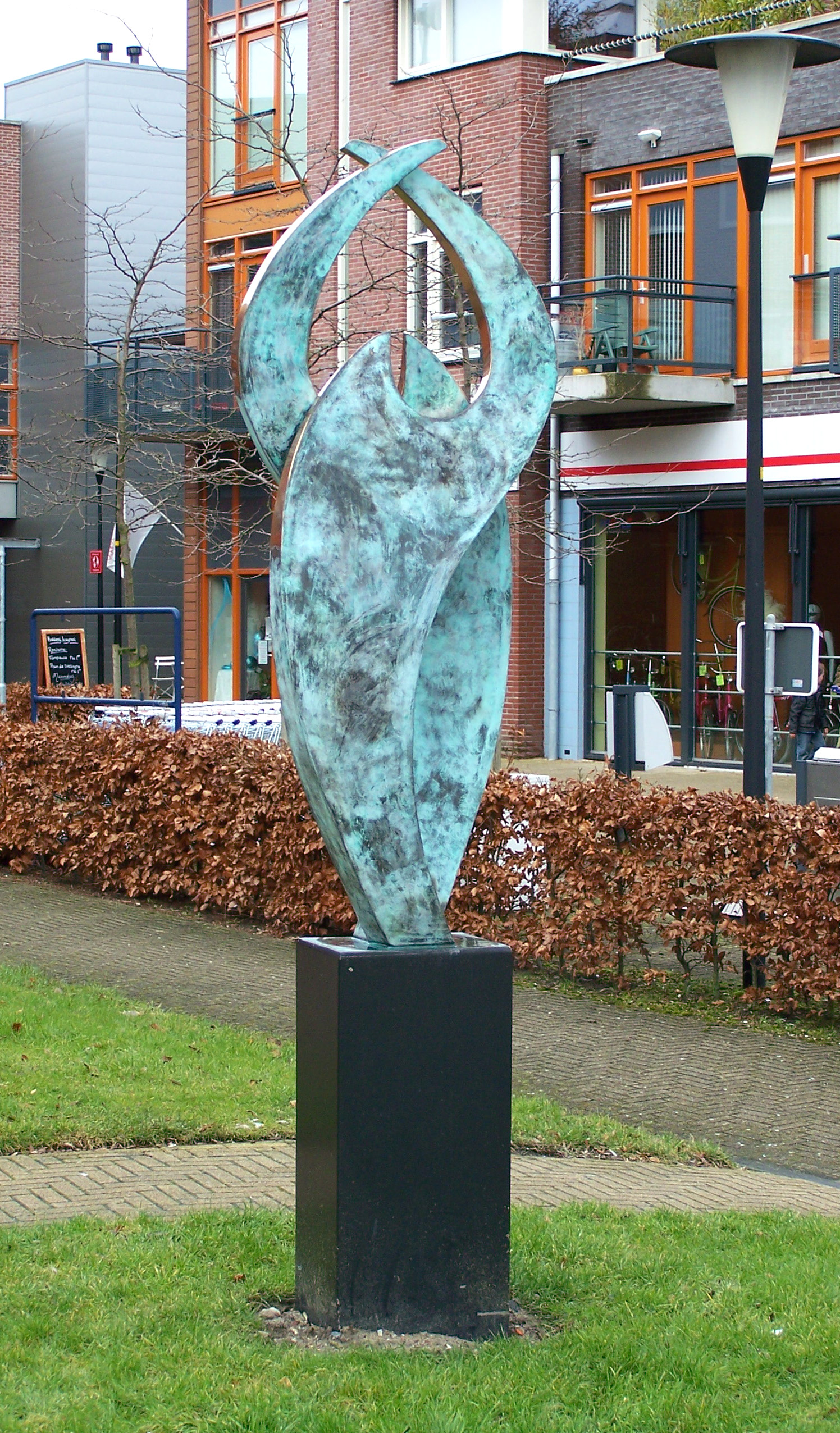
Dubbelvorm in Obdam

Johannes Wilhelmus (John) Spek (Oudewater, 18 december 1950) is een Nederlandse beeldhouwer.

## Leven en werk
Van 1978 tot 1983 studeerde Spek beeldhouwkunst aan de Gerrit Rietveld Academie in Amsterdam, waar hij afstudeerde in de richting plastische vormgeving. Zijn eerste groepsexposities waren nog tijdens zijn studie, onder andere in 1981 in de Catharina Kapel in Harderwijk en in 1982 in het Van Reekummuseum in Apeldoorn. In het jaar van zijn afstuderen verwierf hij ook zijn eerste grote opdracht voor een sculptuur voor het gemeentehuis in Ermelo. Dit werd het beeld de "Twee Naalden"; een vijf meter hoge plastiek van roestvast staal.
Sindsdien is Spek door het hele land blijven exposeren en heeft hij op verschillende plaatsen buitenbeelden gerealiseerd. Hij werkt tegenwoordig vanuit zijn atelier en galerie in Ermelo voornamelijk aan abstracte sculpturen van de materialen edelstaal en brons.

## Werken (selectie)
- Twee naalden (1983), gemeentehuis in Ermelo
- Achtzijdige zuil (1987), Ermelo
- Wandreliëf (1988), hal muziekschool in Ermelo
- Gedraaide zuil (1988), Diemen
- Octa Folio (1988), Hoevelaken
- Signaal (1991), Bunnik
- Vica Versa (1993), Kampen
- Anima (1996), gemeentehuis in Barneveld
- Dialoog (1998), Rijswijk
- La Conférence (2001), Ermelo
- Dubbelvorm (2005), Burgemeester De Nijsplein in Obdam